# قائمة أنواع المصفورة
وفقًا لقائمة النباتات, يوجد 29 نوعًا ضمن جنس المصفورة هي:
- مصفورة براونية (الاسم العلمي:Xanthorrhoea brunonis)
- مصفورة بريسية (الاسم العلمي:Xanthorrhoea preissii)
- مصفورة ثورنتونية (الاسم العلمي:Xanthorrhoea thorntonii)
- مصفورة جنوبية (الاسم العلمي:Xanthorrhoea australis)
- مصفورة جونسونية (الاسم العلمي:Xanthorrhoea johnsonii)
- مصفورة دروموندية (الاسم العلمي:Xanthorrhoea drummondii)
- مصفورة راتنجية (الاسم العلمي:Xanthorrhoea resinosa)
- مصفورة رباعية الأضلاع (الاسم العلمي:Xanthorrhoea quadrangulata)
- مصفورة رملية (الاسم العلمي:Xanthorrhoea arenaria)
- مصفورة زرقاء (الاسم العلمي:Xanthorrhoea glauca)
- مصفورة سبيبية (الاسم العلمي:Xanthorrhoea caespitosa)
- مصفورة شبه مستوية (الاسم العلمي:Xanthorrhoea semiplana)
- مصفورة شجرية (الاسم العلمي:Xanthorrhoea arborea)
- مصفورة شوكية السنابل (الاسم العلمي:Xanthorrhoea acanthostachya)
- مصفورة صغرى (الاسم العلمي:Xanthorrhoea minor)
- مصفورة صغيرة (الاسم العلمي:Xanthorrhoea nana)
- مصفورة عديمة الساق (الاسم العلمي:Xanthorrhoea acaulis)
- مصفورة عريضة الأوراق (الاسم العلمي:Xanthorrhoea latifolia)
- مصفورة قزمية (الاسم العلمي:Xanthorrhoea pumilio)
- مصفورة قصيرة القلمية (الاسم العلمي:Xanthorrhoea brevistyla)
- مصفورة قنابية (الاسم العلمي:Xanthorrhoea bracteata)
- مصفورة كبيرة الأسدية (الاسم العلمي:Xanthorrhoea macronema)
- مصفورة كهرمانية (الاسم العلمي:Xanthorrhoea fulva)
- مصفورة متماوجة الأوراق (الاسم العلمي:Xanthorrhoea undulatifolia)
- مصفورة متوسطة (الاسم العلمي:Xanthorrhoea media)
- مصفورة محدبة (الاسم العلمي:Xanthorrhoea concava)
- مصفورة مسطحة الأوراق (الاسم العلمي:Xanthorrhoea platyphylla)
- مصفورة ناعمة الأوراق (الاسم العلمي:Xanthorrhoea malacophylla)
- مصفورة نحيلة (الاسم العلمي:Xanthorrhoea gracilis)